# Сан-Хуан-дель-Рио (Керетаро)
Сан-Хуан-дель-Рио (исп. San Juan del Río) — город в Мексике, штат Керетаро, входит в состав одноимённого муниципалитета и является его административным центром. Численность населения, по данным переписи 2010 года, составила 138 878 человек.

## Общие сведения
Название San Juan дано в честь Святого Иоанна, так как поселение было основано 24 июня, в день этого святого, а del Río — так как оно расположено на берегу реки.
В 1531 году город основал Николас де Сан Луйс Монтаньес.

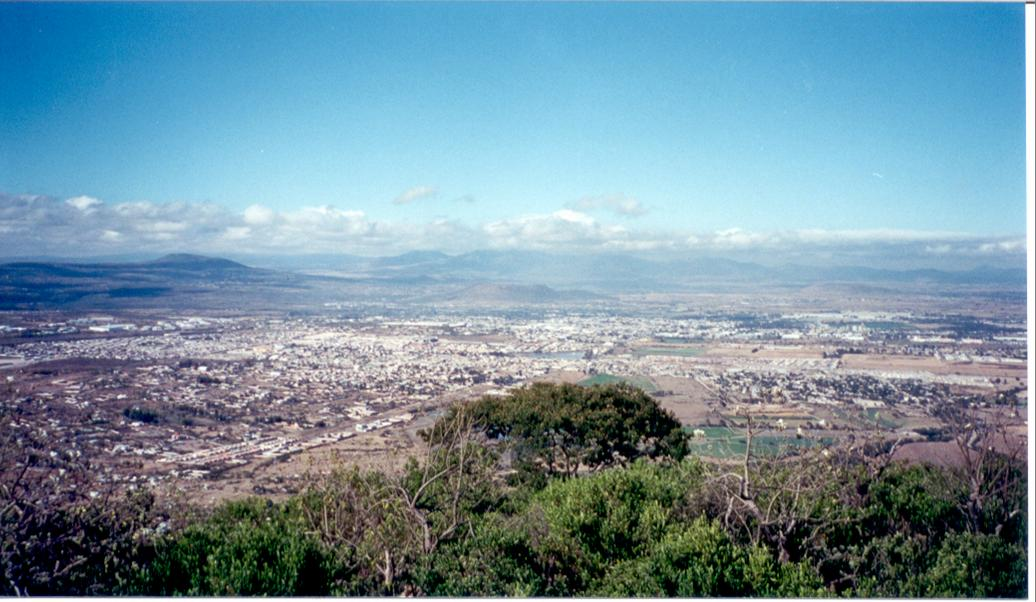
Вид на город